# Jajački mučenici
Jajački mučenici je naziv za kršćanske mučenike iz franjevačkog reda iz Bosne i Hercegovine.
Prilikom osvajanja Jajca 1463. godine Turci su ubili četiri mjesna franjevca. O tom događaju svjedoči i papa Pavao II.
Njihovo je mučeništvo bilo prikazano na velikoj fresko-slici na lijevom zidu kapelice, nekadašnje crkvice svetog Ive Krstitelja u zavjetnoj crkvi u Podmlačju kod Jajca. Njihov dan proslavljao se 24. lipnja, zajedno s blagdanom svetog Ivana Krstitelja.

### Časopisi
- Semren, Marko. 1995. Mučenici i svjedoci vjere iz srednjovjekovne povijesti Katoličke crkve u Bosni. Bosna franciscana. Franjevačka teologija Sarajevo. Sarajevo.  (4): 114–123